# Aéroport Yeager de Charleston
Pour les articles homonymes, voir Yeager et CRW.
Ne pas confondre avec l'Aéroport international de Charleston en Caroline du Sud.
L'aéroport Yeager de Charleston (code IATA : CRW • code OACI : KCRW • code FAA : CRW) est situé à cinq kilomètres au nord-est du centre de Charleston, capitale de l'État de la Virginie-Occidentale et siège du comté de Kanawha, aux États-Unis. Depuis 1985, l'aéroport est nommé en l'honneur de Chuck Yeager (né en 1923), originaire du comté de Lincoln à proximité, pilote en 1947 du premier vol supersonique au monde, à bord du Bell X-1. 
L'aéroport couvre une surface de 3,1 km² et est situé au sommet d'une colline à plus de cent mètres au-dessus des vallées de la rivière Kanawha, au sud-ouest, et son affluent Elk (en), au nord-ouest. De terrain instable, la colline est de tous les côtés fortement soumise à l'érosion ; en mars 2015 un glissement de terrain touche une zone au sud-ouest faisant partie d'un remblai artificiel de 1,5 million de mètres cubes de terre créé en 2007. Le phénomène détruit une partie de la zone de dépassement d'urgence au bout de la piste, quelques bâtiments et une section de la Keystone Drive, itinéraire secondaire d'accès à l'aéroport. Les pistes elles-mêmes ne sont pas touchées. 

## Statistiques
C'est le 151e aéroport nord-américain avec plus de 0,48 million de passagers qui y ont transité en 2008. 
Les archives de la Federal Aviation Administration (FAA) indiquent que 225 150 passagers ont été embarqués au cours de l'année civile 2015, soit une diminution de 6,8% par rapport aux 241 566 arrivées en 2014. Le Plan national de systèmes d'aéroports intégrés de la FAA pour 2017-2021 le classe dans la catégorie non centre de service commercial principal.
Pour des raisons techniques, il est temporairement impossible d'afficher le graphique qui aurait dû être présenté ici.

Voir la requête brute et les sources sur Wikidata.

## Situation
| Charleston Tri-State Bridgeport Morgantown Beckley Lewisburg Parkersburg |